# Barackowszczyzna
Barackowszczyzna (biał. Барацькаўшчына; ros. Баратьковщина) – wieś na Białorusi, w obwodzie mińskim, w rejonie nieświeskim, w sielsowiecie Horodziej, przy Kolei Moskiewsko-Brzeskiej. Sąsiaduje z Horodziejem.

## Historia
W dwudziestoleciu międzywojennym leżała w Polsce, w województwie nowogródzkim, w powiecie nieświeskim, w gminie Horodziej. W 1921 miejscowość liczyła 46 mieszkańców, zamieszkałych w 11 budynkach, wyłącznie Polaków. 37 mieszkańców było wyznania rzymskokatolickiego i 9 prawosławnego,.